# Navadni glog
Navadni glog (znanstveno ime Crataegus laevigata), včasih ga imenujejo tudi glogovec, je do 12 metrov visoko, do 0.5 m debelo in do 100 let staro listopadno drevo. Pogosto raste kot srednje velik grm. Je enodomna in žužkocvetna vrsta, ki cveti od maja in junija pred olistanjem. Razširjen je po skoraj vsej Evropi. Raste do 1000, izjemoma do 1600 metrov nadmorske višine.

## Opis
Skorja na deblu je pepelnato siva in gladka, pozneje temno rjava in drobno razpokana. Koreninski sistem je plitev. Mladi poganjki so rdečkasto rjavi in sprva rahlo dlakavi, pozneje pa goli z 0,6 do 1,5 cm dolgimi trni.
Liste ima dolge od 3-5 cm, zgoraj so živo zeleni in bleščeči, spodaj sivozeleni in včasih ob žilah rahlo dlakavi.
Cvetovi so dvospolni, do 1,5 cm široki, beli ali rahlo rožnati, po 5-10 združeni v socvetja. Cvetovi so 5-števni, imajo 20-25 prašnikov z živo rdečimi prašnicami, pestič ima 2 ali 3, redko 1 vrat.
Iz oplojenih cvetov se razvijejo do 12 mm dolgi, jajčasti, skoraj okrogli plodovi rdeče barve - gloginje. Te imajo mokast, kislo-trpek okus in so bogate z vitaminom C ter karotenom. Vsebujejo tudi veliko sladkorja, citronske kisline, pektina, čreslovine in drugih sestavin. 
Plod vsebuje 2-3 trde, rjave, do 5 mm dolge koščice.

## Rastišče
Glog dobro raste med drugim grmovjem, ob robovih gozda, polja, po planinah in ravninah, pogosto ga zasadijo za žive meje. Najraje ima s hranili bogata tla, kjer temperaturna nihanja niso prevelika. Prenaša tudi revnejša tla. Ne ustrezajo mu najbolj sušna rastišča, na katerih ga zamenjuje enovratni glog.

## Uporabnost
Les je rdečkast, težak in težko cepljiv les. Cenjen je za izdelavo orodij in strojnih delov. Je zdravilna rastlina in okrasna sorta.
Pred leti so na Koroškem posušene in zmlete gloginje mešali z moko in iz te mešanice pekli kruh. Posušeni cvetovi in plodovi se uporabljajo v ljudskem zdravilstvu  za zmanjšanje krvnega pritiska, kot kardiotonik in zdravilo zoper  sklerozo arterij. Gloginje uporabljajo tudi za pripravo dobrih kompotov, želejev in marmelad. 